# Tobis-Tonbild-Syndikat

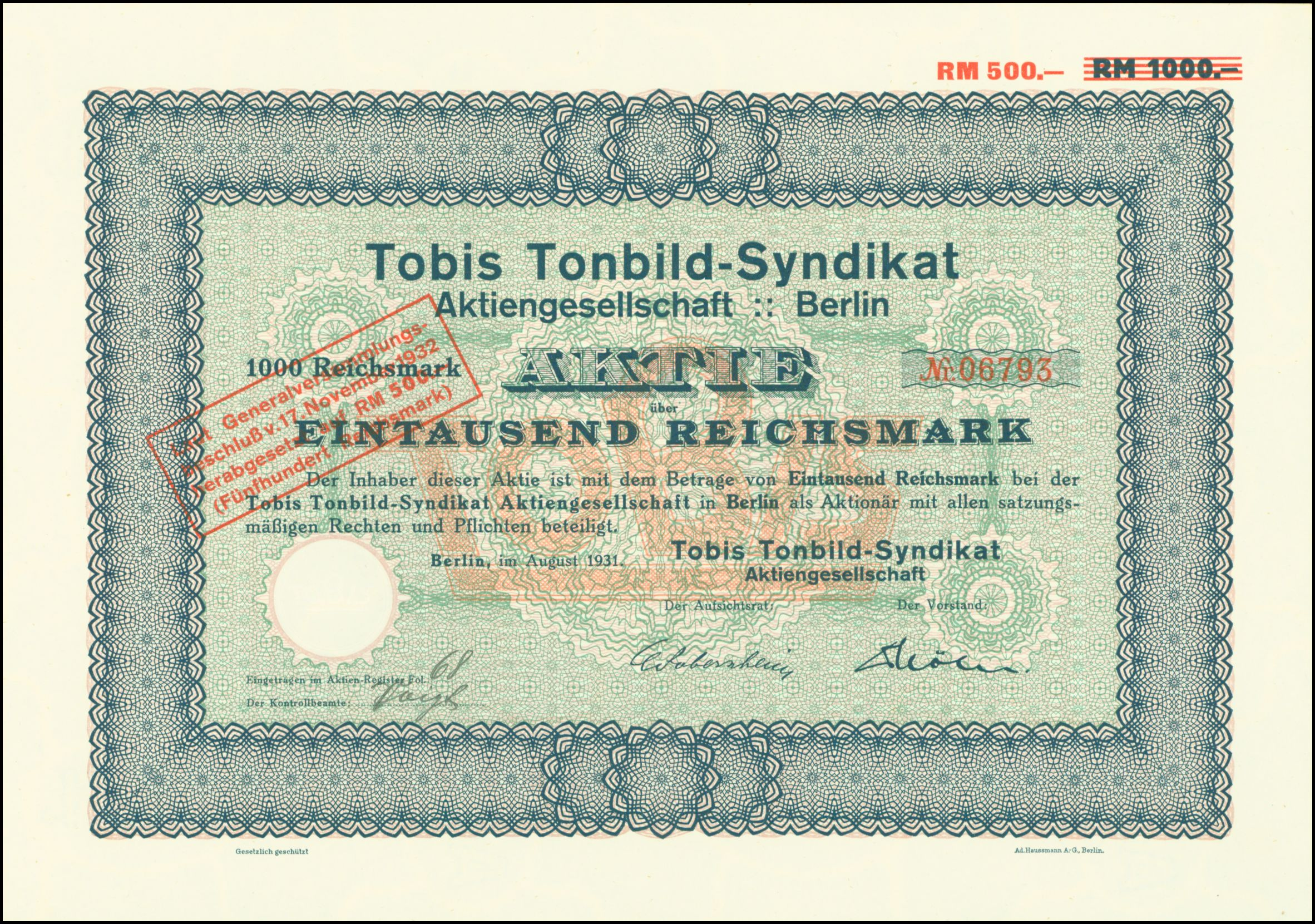
Aktie über 1000 RM der Tobis Tonbild-Syndikat AG vom August 1931

Die Tobis Tonbild-Syndikat AG, später Tobis Industrie GmbH (Tiges) und Tobis Filmkunst GmbH, war eine große deutsche Filmproduktionsgesellschaft, die als selbstständiges Unternehmen von 1927 bis 1942 bestand und wesentlichen Anteil an der Filmproduktion in der Zeit des Nationalsozialismus hatte.
Diese Gesellschaft ist nicht mit der Tobis Film zu verwechseln, die in den 1970er Jahren gegründet wurde. Die letztere hat ihren Namen daher, dass ihr Gründer einst als Kassierer bei der früheren Tobis angefangen hatte.

## Geschichte

### 1927–1933
Die Firma wurde am 12. Mai 1927 als Zweigunternehmen der Schallplatten- und Patenthaltungsfirma Tri-Ergon-Musik-AG gegründet. Zum Tonfilmunternehmen wurde sie erst am 30. August 1928, als sich die Tri-Ergon-Musik-AG (St. Gallen) mit der holländisch-deutschen H. J. Küchenmeister-Kommanditgesellschaft (Berlin), der Deutschen Tonfilm AG (Berlin) und der Messter Filmton GmbH (Berlin) zur Tobis zusammenschloss. Ziel des Zusammenschlusses war, wie der Bericht des Arbeitsausschusses vermerkte, die verschiedenen Patente in einer Hand zu vereinigen. Hinter dem Ringen um ein eigenes Patent steckte die Absicht, sich der Konkurrenz durch die amerikanische Firma Warner Bros. zu entledigen, die ein Patent der Western Electric nutzte.
Durch Abkommen mit der Klangfilm GmbH (13. Februar 1929) und den amerikanischen Elektrokonzernen General Electric und Western Electric („Pariser Tonfilmfrieden“, 22. Juli 1930) standen der neuen Firma, die zunächst den Namen „Tonbild-Syndikat AG“ erhalten hatte, nun aber in Tobis Tonbild-Syndikat AG umbenannt wurde, die Patente der Klangfilm GmbH, von Siemens, AEG, Polyphon und auch der amerikanischen Konzerne zur Verfügung.

### 1933–1945
Die Tobis war die größte deutsche Filmproduktionsgesellschaft nach der Universum-Film AG (Ufa). Das machte sie nach der Machtergreifung der Nationalsozialisten 1933 für die neuen Machthaber, die ihren Propagandaapparat ausbauen und die bereits gleichgeschaltete Ufa von Konkurrenten befreien wollten, besonders interessant. Direktor wurde Goebbels’ Günstling Helmut Schreiber. Eine Rolle spielten die im Besitz der Muttergesellschaft Intertobis befindlichen Tonfilmpatente. Die 1934 begonnene und 1939 abgeschlossene Umbildung der Tobis in eine reichsmittelbare Firma stellte Goebbels’ – gelungenen – ersten Versuch einer von der Öffentlichkeit gänzlich unbemerkten feindlichen Übernahme einer Filmgesellschaft dar.
Die Berliner Tobis, die sich – wie fast alle deutschen Filmproduktionsfirmen – 1936/1937 am Tiefpunkt einer Rentabilitätskrise befand, wurde reorganisiert. Nach dem Aufkauf der Aktienmehrheit der Intertobis durch die Cautio Treuhand GmbH wurde die Filmproduktion in die Tobis Industrie GmbH (Tiges) überführt, die am 27. November 1937 in „Tobis Filmkunst GmbH“ umbenannt wurde. Der Schauspieler Emil Jannings wurde zum Verwaltungsratsvorsitzenden ernannt. 1942 wurde die Tobis in den UFA-Konzern eingegliedert und behielt nur noch formale Selbstständigkeit. Laut dem American Jewish Committee beschäftigte das Unternehmen während des Nationalsozialismus Zwangsarbeiter.

### 1945–1962
Nach dem Ende des Zweiten Weltkriegs wurden die Produktionseinrichtungen der Tobis Teil des neu gegründeten Ufa-Konzerns. Mit dem Untergang dieses Konzerns im Jahre 1962 war die Geschichte der Tobis beendet.

## Tochtergesellschaften
Zur Tobis gehörten zahlreiche Tochtergesellschaften. Dazu gehörte die am 6. April 1933 in Berlin gegründete Tobis-Cinéma-Film AG,  die Tobis-Filme ins Ausland verlieh und vertrieb. Vereinzelt produzierte diese Firma auch eigene Filme (Das Gäßchen zum Paradies, 1936; Condottieri, 1936/37).
1933 wurde die österreichische Sascha Filmindustrie AG mehrheitlich übernommen und in Tobis-Sascha Filmindustrie AG umbenannt.

## Mitarbeiter
- Produktionschef ab 1939: Ewald von Demandowsky.
- Schauspieler, die oft für die Tobis arbeiteten, waren Fita Benkhoff, Charlott Daudert, Elisabeth Flickenschildt, Gustav Fröhlich, Ilse Fürstenberg, Heinrich George, Käthe Haack, Heidemarie Hatheyer, Paul Henckels, Lucie Höflich, Emil Jannings, Eugen Klöpfer, Hilde Körber, La Jana, Günter Lüders, Else von Möllendorff, Harald Paulsen, Mady Rahl, Franz Schafheitlin, Sybille Schmitz, Olga Tschechowa, Eduard von Winterstein und der Kinderdarsteller Norbert Rohringer.
- Hausregisseure der Tobis waren Karl Anton, Volker von Collande, Erich Engel, Veit Harlan, Paul Heidemann, Max W. Kimmich, Werner Klingler, Wolfgang Liebeneiner, Wolfgang Staudte, Paul Verhoeven und Hans H. Zerlett.
- Herstellungsgruppenleiter: Karl Anton, Ludwig Behrends, Hans Bertram, Volker von Collande, Herbert Engelsing, Walter F. Fichelscher, Conrad Flockner, Heinrich George, Hermann Grund, Veit Harlan, Heinz Hille, Heinrich Jonen, Fritz Klotzsch, Fred Lyssa, Werner Malbran, Erich von Neusser, Willy Reiber, Bernhard F. Schmidt, Helmut Schreiber, Gerhard Staab, Robert Wuellner.
- Kameraleute (Auswahl): Heinz Ritter, Richard Angst, Friedl Behn-Grund, Georg Bruckbauer, Eduard Hoesch, Georg Krause, Bruno Mondi und Fritz Arno Wagner.
- Komponisten (Auswahl): Peter Kreuder, Leo Leux, Theo Mackeben, Norbert Schultze und Wolfgang Zeller.
- Sprecher der Tobis-Wochenschau (Auswahl): Harry Giese.

## Filme
- Ein steinreicher Mann (Stefan Szekely, 1931/32)
- Truxa (Hans H. Zerlett, 1936/37)
- Der zerbrochene Krug (Gustav Ucicky, 1937)
- Jugend (Veit Harlan, 1937/38)
- Es leuchten die Sterne (Hans H. Zerlett, 1937/38)
- Ab Mitternacht (Carl Hoffmann, 1937/38)
- Zwei Frauen (Hans H. Zerlett, 1938)
- Verliebtes Abenteuer (Hans H. Zerlett, 1938)
- Skandal um den Hahn (Franz Seitz sen., 1938)
- Napoleon ist an allem schuld (Curt Goetz, 1938)
- Der Vierte kommt nicht (Max W. Kimmich, 1938/39)
- Der Stern von Tetuan. Marokkanische Romanze (Enrique Domínguez Rodiño, 1938/39)
- Das unsterbliche Herz (Veit Harlan, 1938/39)
- Ballade (Peter Hagen, 1937/38)
- Wir tanzen um die Welt (Karl Anton, 1939)
- Wenn Männer verreisen (Georg Zoch, 1939)
- Verwandte sind auch Menschen (Hans Deppe, 1939)
- Tip auf Amalia (Carl Heinz Wolff, Heinz Paul, 1939/40)
- Stern von Rio (Karl Anton, 1939/40)
- Robert und Bertram (Hans H. Zerlett, 1939)
- Robert Koch, der Bekämpfer des Todes (Hans Steinhoff, 1939)
- Renate im Quartett (Paul Verhoeven, 1939)
- Mein Mann darf es nicht wissen (Paul Heidemann, 1939)
- In letzter Minute (Fritz Kirchhoff, 1939)
- Falstaff in Wien (Leopold Hainisch, 1939/40)
- Eine kleine Nachtmusik (Leopold Hainisch, 1939)
- Ein ganzer Kerl (Fritz Peter Buch, 1939)
- Donauschiffer (Robert A. Stemmle, 1939/40)
- Die unheimlichen Wünsche (Heinz Hilpert, 1939)
- Die goldene Maske (Hans H. Zerlett, 1939)
- Der letzte Appell (Max W. Kimmich, 1939)
- Der Weg zu Isabel (Erich Engel, 1939)
- Der Sündenbock (Hans Deppe, 1939/40)
- Der Fuchs von Glenarvon (Max W. Kimmich, 1939/40)
- Das Ekel (Hans Deppe, 1939)
- D III 88 (Hans Bertram, 1939)
- Aus erster Ehe (Paul Verhoeven, 1939/40)
- Trenck, der Pandur (Herbert Selpin, 1940)
- Mein Leben für Irland (Max W. Kimmich, 1940/41)
- Kampfgeschwader Lützow (Hans Bertram, 1940/41)
- Friedrich Schiller (Herbert Maisch, 1940)
- Die letzte Runde (Werner Klingler, 1940)
- Die 3 Codonas (Arthur Maria Rabenalt, 1940)
- Die Geierwally (Hans Steinhoff, 1940)
- Der große König (Veit Harlan, 1940/42)
- Das himmelblaue Abendkleid (Erich Engels, 1940)
- Bismarck (Wolfgang Liebeneiner, 1940)
- Zwei in einer großen Stadt (Volker von Collande, 1941)
- Wir erinnern uns gern (Werner Malbran, 1941)
- Ohm Krüger (Hans Steinhoff, 1941)
- Menschen im Sturm (Fritz Peter Buch, 1941)
- Krach im Vorderhaus (Paul Heidemann, 1941)
- Jakko (Fritz Peter Buch, 1941)
- Ins Grab kann man nichts mitnehmen (Wolfgang Staudte, 1941; Kurzfilm)
- Immer nur Du (Karl Anton, 1941)
- Ich klage an (Wolfgang Liebeneiner, 1941)
- Ein Windstoß (Walter Felsenstein, 1941/42)
- Die Sache mit Styx (Karl Anton, 1942)
- Die Nacht in Venedig (Paul Verhoeven, 1941/42)
- Der Fall Rainer (Paul Verhoeven, 1941/42)
- Das andere Ich (Wolfgang Liebeneiner, 1941)
- Dasein ohne Leben (Hermann Schwenninger, 1941/42; verschollen)
- Weiße Wäsche (Paul Heidemann, 1942)
- Tolle Nacht (Theo Lingen, 1942/43)
- Titanic (Herbert Selpin, Werner Klingler, 1942/43)
- Symphonie eines Lebens (Hans Bertram, 1942)
- Romanze in Moll (Helmut Käutner, 1942/43)
- Philharmoniker (Paul Verhoeven, 1942/44)
- Meine Freundin Josefine (Hans H. Zerlett, 1942)
- Meine Frau Teresa (Arthur Maria Rabenalt, 1942)
- Lache Bajazzo (Leopold Hainisch, 1942/43)
- Kollege kommt gleich (Karl Anton, 1942/43)
- Kohlhiesels Töchter (Kurt Hoffmann, 1942/43)
- Fritze Bollmann wollte angeln (Volker von Collande, 1942/43)
- Floh im Ohr (Paul Heidemann, 1942/43)
- Die große Nummer (Karl Anton, 1943)
- Die Wirtin zum Weißen Rößl (Karl Anton, 1943)
- Die Entlassung (Wolfgang Liebeneiner, 1942)
- Der große Schatten (Paul Verhoeven, 1942)
- Das Bad auf der Tenne (Volker von Collande, 1942/43; Farbfilm)
- Altes Herz wird wieder jung (Erich Engel, 1942/43)
- Akrobat schö-ö-ö-n (Wolfgang Staudte, 1942/43)
- Um 9 kommt Harald (Carl Boese, 1943)
- Peter Voss, der Millionendieb (Karl Anton, 1943/44)
- Meine vier Jungens (Günther Rittau, 1943/44)
- Leichtes Blut (Carl Boese, 1943)
- Jugendliebe (Eduard von Borsody, 1943/44)
- Ich werde dich auf Händen tragen (Kurt Hoffmann, 1943)
- Ich hab' von Dir geträumt (Wolfgang Staudte, 1943/44)
- Herr Sanders lebt gefährlich (Robert A. Stemmle, 1943)
- Eine kleine Sommermelodie (Volker von Collande, 1943/44)
- Ein schöner Tag (Philipp Lothar Mayring, 1943)
- Ein glücklicher Mensch (Paul Verhoeven, 1943)
- Die Hochstaplerin (Karl Anton, 1943)
- Die Degenhardts (Werner Klingler, 1943/44)
- Der große Preis (Karl Anton, 1943/44)
- Der Verteidiger hat das Wort (Werner Klingler, 1943/44)
- Der Erbförster (Alois Johannes Lippl, 1943/44)
- Das Konzert (Paul Verhoeven, 1943/44)
- Wir seh'n uns wieder (Philipp Lothar Mayring, 1944/45)
- Solistin Anna Alt (Werner Klingler, 1944)
- Ruf an das Gewissen (Karl Anton, 1944/45)
- Meine Herren Söhne (Robert A. Stemmle, 1944)
- Leb' wohl, Christina (Gustav Fröhlich, 1944/45)
- Glück muss man haben (Theo Lingen, 1944/50)
- Eine alltägliche Geschichte (Günther Rittau, 1944/48)
- Die Kreuzlschreiber (Eduard von Borsody, 1944/50)
- Die Jahre vergehen (Günther Rittau, 1944/45)
- Der große Fall (Karl Anton, 1944/49)
- Der Mann, dem man den Namen stahl (Wolfgang Staudte, 1944/45)
- Der Mann im Sattel (Harry Piel, 1944/45)
- Das kleine Hofkonzert (Paul Verhoeven, 1944 Farbfilm)
- Das Mädchen Juanita (Wolfgang Staudte, 1944/52)
- Verlobte Leute (Karl Anton, 1944/50)